# إدواردو ميديكا
إدواردو ميديكا (بالإسبانية: Eduardo Medica)‏ مواليد 10 فبراير 1976 في بوينس آيرس، هو لاعب كرة مضرب أرجنتيني سابق بدأ مسيرته كمحترف سنة 1995 وكان يلعب باليد اليمنى. أعلى تصنيف له في الفردي كان المركز الـ 109 في سنة 1999. أعلى تصنيف له في الزوجي كان المركز الـ 204 في سنة 1998.

## النهائيات

### الفردي: (1)
| الرقم | السنة | الدورة                 | الأرضية | المنافس في النهائي | النتيجة في النهائي |
| ----- | ----- | ---------------------- | ------- | ------------------ | ------------------ |
| 1.    | 1998  | مونتيفيديو, الأوروغواي | ترابية  | كريستيان رود       | 6–4, 6–4           |